# Charles Richet

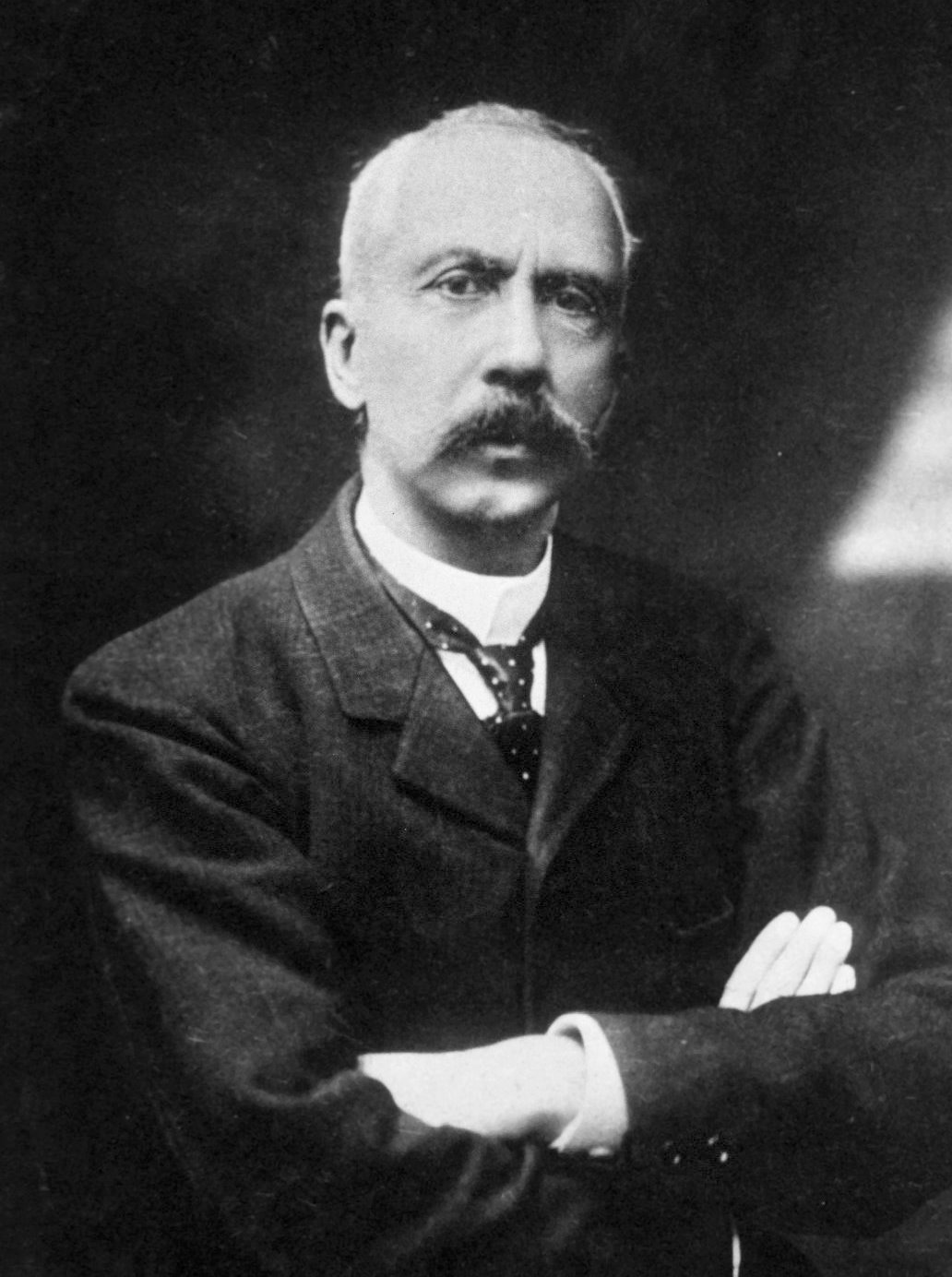
Charles Richet, um 1913

Charles Robert Richet (* 26. August 1850 in Paris; † 4. Dezember 1935 ebenda) war ein französischer Mediziner und Physiologe, der 1913 für seine Forschungsarbeit zur Anaphylaxie den Nobelpreis für Medizin erhielt.

## Leben
Charles Richet wurde 1850 als Sohn von Alfred Richet, Professor an der Fakultät für Klinische Chirurgie in Paris, und seiner Frau Eugenie geboren.
Sein Studium in Paris schloss er 1869 mit einem Doktortitel in Medizin ab. Einen weiteren Doktortitel für Naturwissenschaften erhielt er 1878. Im Jahr 1887 wurde er als Professor für Physiologie an die Medizinische Fakultät Paris berufen. Er war Herausgeber der Revue Scientifique (1878–1887), Mitherausgeber des Journal et de Pathologie Générale (ab 1917) und Präsident der Society for Psychical Research (ab 1905). 1914 wurde er zum Mitglied der Académie des sciences gewählt, deren Vorsitzender er seit 1933 war. Der Russischen Akademie der Wissenschaften in Sankt Petersburg gehörte er seit 1912 als korrespondierendes Mitglied an. 1919 wurde er zum assoziierten Mitglied der Königlichen Akademie von Belgien und 1920 zum Ehrenmitglied (Honorary Fellow) der Royal Society of Edinburgh gewählt.
Charles Richet starb im Jahr 1935 im Alter von 85 Jahren in Paris.

## Privatleben
1877 heiratete er Amélie Aubry, mit der er fünf Söhne und zwei Töchter hatte. Sein Sohn Charles wurde wie sein Vater Professor an der Medizinischen Fakultät Paris.

## Werk
Richet arbeitete an einem großen Spektrum physiologischer Fragestellungen. Dabei begann er seine Arbeit mit zwischen 1885 und 1895 getätigten Forschungen über die Temperaturregulation gleichwarmer Tiere, vor allem über den Schutz vor Überhitzung durch Schwitzen und die Temperaturerhöhung beim Zittern. In Experimenten konnte er zeigen, dass sich im Blut Antikörper gegen Krankheitserreger nach einer Impfung bilden und führte die erste Serumimpfung am Menschen am 6. Dezember 1890 im Hôtel-Dieu (dem ältesten Hospital in Paris) durch. Den Nobelpreis erhielt er allerdings für seine Forschung über Anaphylaxie, also die Überreaktion des Körpers bei bestimmten Stoffen (s. auch Allergien). Er wendete diesen Begriff erstmals an und meinte damit eine Reaktion auf injizierte Stoffe oder Gifte. Er konnte mit Paul Portier zeigen, dass injizierte Proteine die Zusammensetzung der Körperflüssigkeiten, insbesondere das Blut, sofort und nachhaltig verändern konnten.
Richet war Generalsekretär des vom 5. bis 10. August 1889 abgehaltenen Internationalen Kongresses für physiologische Psychologie sowie Ehrenpräsident des vom 9. bis 12. August 1889 ausgerichteten Internationalen Kongresses für Hypnotismus. Beide Veranstaltungen fanden im Rahmen der Pariser Weltausstellung 1889 statt.
Neben seinen medizinischen Tätigkeiten brachte er großes Interesse für den Spiritismus auf und schrieb einige Romane. Ebenfalls forschte Richet in der Parapsychologie. Er wohnte mehreren Séances bei. Richet übertrug den Begriff Ektoplasma in die Parapsychologie, worunter die Substanz verstanden wird, welche den Medien bei Sitzungen aus den Körperöffnungen strömt.
Unter anderem entwickelte der französische Psychiater Édouard Toulouse zusammen mit ihm Ende des 19. Jahrhunderts die auch nach ihnen benannte Methode der natriumarmen Ernährung zur Unterstützung der Bromtherapie bei Epilepsie (Toulouse-Richet-Methode).
1913 erhielt der „engagierte Pazifist“ den Nobelpreis für Physiologie und Medizin in Anerkennung seiner Arbeit über Anaphylaxie.

„Der berühmte Arzt, Schöngeist und Philosoph, Nobelpreisträger 1913, begründete die Serumtherapie, da er als erster feststellte, daß das Blut eines immunisierten Tieres, auf ein nicht immunisiertes übertragen, Immunität erzeugt; ferner schuf er die Lehre von der Anaphylaxie. Charles Richet war auf den verschiedensten wissenschaftlichen Gebieten tätig und schrieb auch eine Allgemeine Kulturgeschichte, in der er, getreu seiner pazifistischen Ideale, für gemeinsame Kulturarbeit der Völker eintrat. Als junger Mann hatte er am Kriege 1870/71 teilgenommen; seine Kriegseindrücke machten ihn zu einem begeisterten Verfechter einer deutsch-französischen Verständigung. Richet war Teilnehmer an den meisten Weltfriedenskongressen, als Präsident des Friedenskongresses von Paris 1900, der Société Française de L’Arbritage entre Nations, des ständigen Rates der Französischen Friedensgesellschaft. Auch als Schriftsteller warb er für die Friedensidee mit seinen ‚Episoden aus dem Deutsch-Französischen Kriege‘, seinen Dramen ‚Circe‘ und ‚Socrate‘, dem Roman ‚La douleur des autres‘ und dem bekanntesten seiner Bücher ‚Die Vergangenheit des Krieges und die Zukunft des Friedens‘ (1907). […] Friede und Ehre dem Andenken eines genialen Arztes, der – an der Bahre muß es gesagt werden – in seiner jugendlich-künstlerischen, impetuösen Art die Grenzlinien der Medizin und der Naturwissenschaften nicht immer respektiert hat.“

Richet war ein Befürworter der Eugenik und befürwortete Sterilisationen und Heiratsverbote für geistig Behinderte. Seine Ideen zur Eugenik veröffentlichte er in seinem 1919 erschienenen Buch La Sélection Humaine. Von 1920 bis 1926 war er Vorsitzender der Französischen Eugenik-Gesellschaft.
Der österreichisch-britische Psychologe Gustav Jahoda (1920–2016) bemerkte, dass Richet „fest an die Minderwertigkeit der Schwarzen glaubte“ und Schwarze mit Affen und intellektuell mit Schwachsinnigen verglich.

## Veröffentlichungen
- Des propriétés chimiques et physiologiques du Suc Gastrique chez l’Homme et chez les Animaux. 1878
- Physiologie des muscles et des nerfs. 1882
- Essai de psychologie générale. 1888
- La chaleur animale. Alcan, 1889
- Pour les Grands et les Petits. Fables. 1891
- Dans Cent Ans. 2. Auflage. Paul Ollendorff, Paris 1892 (französisch, bnf.fr).
- Experimentelle Studien auf dem Gebiete der Gedankenübertragung und des sogenannten Hellsehens. Übersetzt und herausgegeben von Albert von Schrenck-Notzing. Enke, Stuttgart 1891; Nachdruck: Experimentelles Hellsehen. Bohmeier, Leipzig 2006, ISBN 978-3-89094-484-5
  - Fabeln. Mit einem Briefe Sully Prud’hommes an Charles Richet. Gebrüder Paetel, Berlin 1914
- Physiologie. Travaux du laboratoire de M. Charles Richet. 7 Bände. Alcan, 1893–1917
- L’Anaphylaxie. 1911
  - Die Anaphylaxie. Akademische Verlagsgesellschaft, Leipzig 1920
- La Sélection humaine. Libr. F. Alcan, Paris 1919 (zuerst 1913)
- Abrégé d’histoire générale. Essai sur le passé de l’homme et des sociétés humaines. 1919
  - Allgemeine Kulturgeschichte. Versuch einer Geschichte der Menschheit von den ältesten Tagen bis zur Gegenwart. 2 Bände. 2. verbesserte u. vermehrte Auflage. Verlag für Kulturpolitik, München/Berlin. Band 1: Von der Urgeschichte bis zur französischen Revolution. 1919, Band 2: Die Herrschaft der Wissenschaft (1789–1914). 1920
- L’homme stupide. Verlag Flammarion, Paris 1919.
  - Der Mensch ist dumm. Satirische Bilder aus der Geschichte der menschlichen Dummheiten. Verlag Neues Vaterland, Berlin 1922, DNB 575813547.
- Traité de Métapsychique. 1922
  - Grundriss der Parapsychologie und Parapsychophysik. Geleitwort von A. v. Schrenck-Notzing. Union, Stuttgart 1923; Sarastro, Paderborn 2011, ISBN 978-3-943233-56-8.
- Charles Richet. Die Medizin der Gegenwart in Selbstdarstellungen. F. Meiner, Leipzig 1928.
- Souvenirs d’un physiologiste. 1933.

## Belege
1. 1 2 3  Charles Richet.: Wiener Medizinische Wochenschrift, Jahrgang 1935, S. 1456 (online bei ANNO).
2. ↑  Nobelpreisträger Charles Richet gestorben. In: Der Tag / Der Wiener Tag, 5. Dezember 1935, S. 7 (online bei ANNO).
3. ↑  Académicien décédé: Robert Charles Richet. Académie royale des Sciences, des Lettres et des Beaux-Arts de Belgique, abgerufen am 4. Dezember 2023 (französisch).
4. ↑  Fellows Directory. Biographical Index: Former RSE Fellows 1783–2002. (PDF-Datei) Royal Society of Edinburgh, abgerufen am 2. April 2020.
5. ↑  Tagesnachrichten und Notizen.: Internationale klinische Rundschau / Wiener klinische Rundschau, Jahrgang 1889, S. 569 (online bei ANNO).
6. ↑  Tagesnachrichten und Notizen.: Internationale klinische Rundschau / Wiener klinische Rundschau, Jahrgang 1889, S. 608 (online bei ANNO).
7. ↑  Gundolf Keil: Robert Koch (1843–1910). Ein Essai. 2017/2018, S. 85.
8. ↑  Francesco Cassata: Building the New Man: Eugenics, Racial Sciences and Genetics in Twentieth-Century Italy. ISBN 978-963-9776-83-8. Central European University Press, 2011. S. 73.
9. ↑  Paul G. Bain, Jeroen Vaes, Jacques Philippe Leyens: Humanness and Dehumanization. ISBN 978-1-84872-610-9. Routledge, 2014. S. 28.

| Personendaten    | Personendaten                                |
| ---------------- | -------------------------------------------- |
| NAME             | Richet, Charles                              |
| ALTERNATIVNAMEN  | Richet, Charles Robert                       |
| KURZBESCHREIBUNG | französischer Mediziner und Nobelpreisträger |
| GEBURTSDATUM     | 26. August 1850                              |
| GEBURTSORT       | Paris                                        |
| STERBEDATUM      | 4. Dezember 1935                             |
| STERBEORT        | Paris                                        |